# Open GDF Suez 2009
L'Open GDF Suez 2009 è stato un torneo femminile di tennis giocato sul cemento indoor.
È stata la 17ª edizione dell'Open GDF Suez
(formalmente conosciuto come Open Gaz de France) ,che fa parte della categoria Premier nell'ambito del WTA Tour 2009.
Si è giocato nell'impianto dello Stade Pierre de Coubertin di Parigi in Francia,dal 9 al 15 febbraio 2009.

## Partecipanti

### Teste di serie
| Giocatrice              | Nazionalità | Ranking* | Testa di serie |
| ----------------------- | ----------- | -------- | -------------- |
| Serena Williams         | Stati Uniti | 1        | 1              |
| Jelena Janković         | Serbia      | 3        | 2              |
| Elena Dement'eva        | Russia      | 4        | 3              |
| Agnieszka Radwańska     | Polonia     | 10       | 4              |
| Alizé Cornet            | Francia     | 13       | 5              |
| Patty Schnyder          | Svizzera    | 16       | 6              |
| Anabel Medina Garrigues | Spagna      | 20       | 7              |
| Amélie Mauresmo         | Francia     | 24       | 8              |

- Ranking al 9 febbraio 2009.

### Altri partecipanti
Giocatrici che hanno ricevuto una Wild card:
- Jelena Janković
- Daniela Hantuchová
- Virginie Razzano
- Nathalie Dechy

Giocatrici passate dalle qualificazioni:
- Émilie Loit
- Karolina Šprem
- Oksana Ljubcova
- Anastasija Sevastova

## Campioni

### Singolare
Amélie Mauresmo ha battuto in finale  Elena Dement'eva con il punteggio di 7–6(7), 2–6, 6–4

### Doppio
Cara Black /  Liezel Huber hanno battuto in finale  Květa Peschke / 
Lisa Raymond con il punteggio di 6–4, 3–6, [10–4]